# سیارک ۹۹۴۵
سیارک ۹۹۴۵ (به انگلیسی: 9945 Karinaxavier، نامگذاری:1990KX)۹۹۴۵مین سیارک کشف شده‌است که در ۲۱ مه ۱۹۹۰ کشف شد.